# Incisa in Val d'Arno
Incisa in Val d'Arno (pronuncia: /inˈʧiza in val ˈd arno/, L'Incìsa in dialetto locale) è un centro abitato del comune di Figline e Incisa Valdarno, nella città metropolitana di Firenze.
Fino al 31 dicembre 2013 ha costituito, assieme alle frazioni di Burchio, La Fonte, La Massa, Le Valli, Loppiano, Palazzolo, Pian dell'Isola, Poggio alla Croce, San Michele e Santa Maria Maddalena, un comune autonomo di 6 530 abitanti, che confinava con i comuni di Figline Valdarno, Greve in Chianti, Reggello e Rignano sull'Arno.
È noto anche per essere stato il paese di adozione di Francesco Petrarca.

## Geografia fisica
- Classificazione sismica: zona 2 (sismicità medio-alta), Ordinanza PCM 3274 del 20/03/2003
- Classificazione climatica: zona D, 1950 GG
- Diffusività atmosferica: alta, Ibimet CNR 2002

## Storia

### Simboli
Lo stemma e il gonfalone del comune erano stati concessi con decreto del presidente della Repubblica del 1987.
Il gonfalone era un drappo troncato di rosso e di bianco.
La zampa d'orso era simbolo della lega di Cascia di cui il territorio faceva parte, ed è posta al centro dei tre colori della bandiera italiana. Il verso «Di tre colori e d'una contenenza» è tratto dalla Divina Commedia, canto XXXIII del Paradiso.

## Monumenti e luoghi d'interesse

### Architetture religiose
- Nella chiesa di Sant'Alessandro, parrocchiale di Incisa, si trova un trittico frammentario di Andrea di Giusto, databile al quinto decennio del secolo XV e raffigurante la Madonna in trono col Bambino e santi.
- Chiesa dei Santi Cosma e Damiano al Vivaio, nel luogo dell'attuale complesso si trovava almeno sin dal 1309 un monastero che nel 1510 i Francescani rilevarono e adibirono a ospizio, rifondandone completamente le strutture e attuandone un massiccio ampliamento.
- Oratorio del Santissimo Crocifisso: l'edificio religioso, che prende il nome da un Crocifisso molto venerato, è oggi sede del piccolo Museo d'Arte Sacra locale.
- Chiesa dei Santi Vito e Modesto a Loppiano, era una delle più fiorenti pievi della diocesi di Fiesole, già citata nel secolo XI, poi trasformata più volte.
- Chiesa di Santa Maria di Loreto a Palazzolo: la chiesa neogotica fu costruita nel Novecento per le esigenze dell'abitato di Palazzolo e contiene opere d'arte provenienti da chiese del territorio circostante.
- San Lorenzo a Cappiano: l'antica chiesa, vecchia parrocchiale di Palazzolo e Burchio, è stata restaurata ed è oggi proprietà privata. Conserva ancora all'interno un affresco con la Madonna col Bambino e Santi attribuito a Sebastiano Mainardi.
- San Niccolò ad Olmeto: anch'essa di proprietà privata, conserva ancora un piacevole aspetto settecentesco ed un affresco della stessa epoca.
- Chiesa di San Michele a Mormiano: facente parte di una struttura ricettiva, custodiva il trittico di Andrea di Giusto oggi in Sant'Alessandro.

### Architetture civili
- Villa di Pratelli in località Pratelli.
- Villa Fattoria di Tracolle, soggiorno prediletto di Giovan Battista Niccolini.

Territorio dell'ex comune di Incisa in Val d'Arno all'interno della provincia di Firenze

## Società

### Evoluzione demografica
Abitanti censiti; per gli ultimi censimenti si evidenzia in blu la popolazione residente nel centro abitato di Incisa Valdarno, in verde quella residente nei vecchi confini comunali.

### Etnie e minoranze straniere
Secondo i dati ISTAT al 31 dicembre 2011 risiedevano nella frazione 389 stranieri, pari al 8,5% della popolazione.

## Amministrazione
Di seguito è presentata una tabella relativa alle amministrazioni che si sono succedute in questo comune.
| Periodo          | Periodo         | Primo cittadino     | Partito                                                        | Carica  | Note   |
| ---------------- | --------------- | ------------------- | -------------------------------------------------------------- | ------- | ------ |
| 7 settembre 1988 | 30 maggio 1990  | Tiberio Biagi       | Partito Comunista Italiano                                     | Sindaco | [ 10 ] |
| 1º giugno 1990   | 24 aprile 1995  | Enrico Colajanni    | Partito Comunista Italiano, Partito Democratico della Sinistra | Sindaco | [ 10 ] |
| 24 aprile 1995   | 14 giugno 1999  | Manuele Auzzi       | lista civica                                                   | Sindaco | [ 10 ] |
| 14 giugno 1999   | 14 giugno 2004  | Manuele Auzzi       | centro-sinistra                                                | Sindaco | [ 10 ] |
| 15 giugno 2004   | 8 giugno 2009   | Fabrizio Giovannoni | Democratici di Sinistra                                        | Sindaco | [ 10 ] |
| 8 giugno 2009    | 1º gennaio 2014 | Fabrizio Giovannoni | centro-sinistra                                                | Sindaco | [ 10 ] |

### Gemellaggi
- Erzhausen, Germania
- Malgrat de Mar, Spagna
- Mnichovo Hradiště, Repubblica Ceca